# Nedre Daddsjön
Nedre Daddsjön är en sjö i Härjedalens kommun i Härjedalen och ingår i Ljusnans huvudavrinningsområde. Sjön har en area på 0,0896 kvadratkilometer och ligger 858,7 meter över havet. Sjön avvattnas av vattendraget Daddån. Vid provfiske har elritsa och öring fångats i sjön.

## Delavrinningsområde
Nedre Daddsjön ingår i det delavrinningsområde (696177-133360) som SMHI kallar för Mynnar i Mittån. Medelhöjden är 886 meter över havet och ytan är 20,82 kvadratkilometer. Räknas de 8 avrinningsområdena uppströms in blir den ackumulerade arean 58,85 kvadratkilometer. Daddån som avvattnar avrinningsområdet har biflödesordning 3, vilket innebär att vattnet flödar genom totalt 3 vattendrag innan det når havet efter 397 kilometer. Avrinningsområdet består mestadels av skog (72 procent) och kalfjäll (23 procent). Avrinningsområdet har 0,09 kvadratkilometer vattenytor vilket ger det en sjöprocent på 0,4 procent.